# Stadsarkitekter i Göteborg

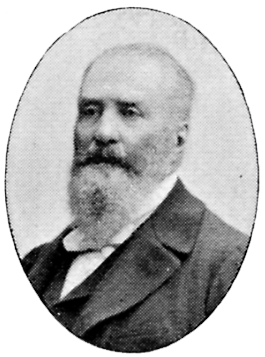
Victor von Gegerfelt, Göteborgs stadsarkitekt 1872–1896.

Den första stadsarkitekten i Göteborg var Carl Wilhelm Carlberg. Under perioden 1999–2011 hade inte Göteborg en stadsarkitekt. I november 2011 tillsattes återigen tjänsten och den nuvarande stadsarkitekten är Björn Siesjö. 
Först 1804 inrättades formellt stadsarkitekttjänsten i Göteborg. Stadsingenjören fungerade under 1700-talet som både arkitekt och ingenjör, men titulerades stadsarkitekt. Under detta århundrade var medlemmar av familjen Carlberg stadsingenjör/stadsarkitekt; Johan Eberhard 1717–1727, brodern Bengt Wilhelm 1727–1775 och dennes son Carl Wilhelm 1775–1814 som blev Göteborgs förste stadsarkitekt då tjänsten delades upp 1804. Jonas Hagberg var stadsarkitekt 1814–1839. Den tyskskolade Heinrich Kaufmann var vikarierande stadsarkitekt från 1837 och ordinarie från 1846 fram till sin död. Han efterträddes av den förre stadsbyggmästaren Hans Jacob Strömberg. Efter hans bortgång fick stadsbyggmästare August Hansson tillfälligt upprätthålla tjänsten.

## Lista
(Listan är ej komplett)
| Namn                      | Levnadsår | Stadsarkitekt             |
| ------------------------- | --------- | ------------------------- |
| Carl Wilhelm Carlberg     | 1745–1814 | 1775–1814                 |
| Jonas Hagberg             | 1788–1839 | 1814–1839                 |
| Justus Friedrich Weinberg | 1770–1832 | ?–?                       |
| Heinrich Kaufmann         | 1800–1861 | 1839–1860 (bitr. 1837–39) |
| Hans Jakob Strömberg      | 1821–1872 | 1860–1872                 |
| Victor von Gegerfelt      | 1817–1915 | 1872–1896                 |
| Carl Fahlström            | 1854–1920 | 1897–1920                 |
| Karl Samuelsson           | 1881–1944 | 1921–1944                 |
| Sten Branzell             | 1893–1959 | 1944–1957                 |
| Gerhard Paulson           | 1909–1997 | 1957–1975 (t.f. 1957–60)  |
| Bengt-Olof Melin          | 1919–2006 | 1975–?                    |
| Ronny Reinholdsson        | 1933–2013 | 1984–1988                 |
| Gunnar Jansson            | 1938–     | 1988–1998                 |
| vakant                    |           | 1999–2011                 |
| Björn Siesjö              | 1960–     | 2012–                     |